# Jürgen Stoppok
Jürgen Stoppok (* 30. Oktober 1941) war Fußballspieler in der DDR-Oberliga, der höchsten Fußballklasse im DDR-Fußballspielbetrieb. Dort spielte er für den 1. FC Union Berlin, mit dem er 1968 auch den DDR-Fußballpokal gewann.

## Sportliche Laufbahn
Stoppok betätigte sich sportlich zunächst bei den Turnern und bei der Leichtathletik. Erst mit 17 Jahren begann er seine Fußball-Laufbahn bei der Sportgemeinschaft Südstern im brandenburgischen Senzig und wechselte 1959 für ein Jahr zur  BSG Rotation Babelsberg. 1960 nahm er in Karl-Marx-Stadt ein Studium auf und schloss sich dem zweitklassigen DDR-Ligisten SC Motor Karl-Marx-Stadt an. 1962 stiegen die Karl-Marx-Städter in die Oberliga auf, hier kam Stoppok jedoch nie zum Einsatz.
1964 beendete er 22-jährig sein Engagement in Sachsen und schloss sich dem TSC Berlin an. Dort wurde er zunächst in der 2. Mannschaft eingesetzt, die in der drittklassigen Bezirksliga Berlin spielte. Ab 1965 rückte er in die DDR-Ligamannschaft auf, die im Sommer 1966, inzwischen zum 1. FC Union umgewandelt, in die Oberliga aufstieg. Von der Saison 1966/67 gehörte der nur 1,66 m große Flügelstürmer zum Stammaufgebot der Berliner und feierte 1968 mit seiner Mannschaft den größten Erfolg seiner Fußballkarriere. Am 9. Juni 1968 stand der 1. FC Union im Endspiel um den DDR-Fußballpokal. Stoppok wurde als Linksaußenstürmer aufgeboten und war so am sensationellen 2:1-Sieg über den DDR-Meister FC Carl Zeiss Jena beteiligt.
In den folgenden Jahren verlor Stoppok seinen Stammplatz in der Union-Mannschaft und wurde nur noch sporadisch eingesetzt. Nach dem Oberliga-Abstieg der Berliner 1969 spielte Stoppok noch eine Saison in der DDR-Liga und beendete im Sommer 1970 seine aktive Laufbahn beim 1. FC Union, für den er unter anderem 47 Oberligaspiele bestritten hatte. Zusammen mit seinem Mannschaftskameraden Ralf Quest wechselt er zum Berliner Bezirksligisten Lichtenberg 47, den er als Spielertrainer 1971 in die DDR-Liga führte. 1973 schloss er endgültig seine Laufbahn als Fußballspieler ab. In einem Berliner Transformatorenwerk nahm er eine Tätigkeit als Ingenieur im Rechenzentrum auf, und sportlich war er weiterhin im Berliner Trainingszentrum Mitte und später als Jugendtrainer wieder beim 1. FC Union Berlin engagiert.